# Palazzo Arcivescovile (Cosenza)
Il Palazzo Arcivescovile è un edificio situato a Cosenza, in Calabria. Sorge a 260 metri s.l.m. in piazza Aulo Giano Parrasio.

## Storia e descrizione
Nel 1523 l'arcivescovo Ruffo Teodoli acquista il palazzo dalla famiglia Cicala per destinarlo a residenza arcivescovile. Sul finire del secolo viene utilizzato oltre ad abitazione del vicario, la struttura è luogo anche dell'archivio, alloggio del Maestro d'Atti e carcere. Nel 1567/1568 alcune parti dell'edificio ospitano il seminario e nel 1589 i padri Gesuiti vengono ospitati temporaneamente, prima di trovare un luogo dove sistemarsi in città.
Dalla dominazione francese nel 1811, viene usato come luogo di riunione della Calabria Citra e successivamente viene restaurato e dato alla Curia nel 1819.
La Sala degli Stemmi del palazzo è stata decorata a tempera dal pittore Eugenio Cenisio.